# Thomas Anshutz

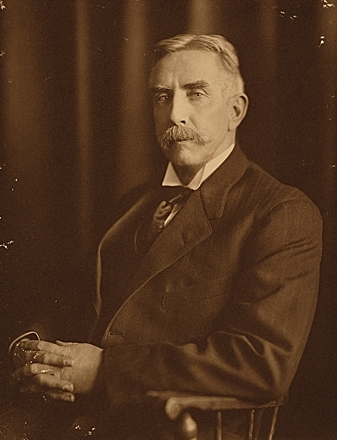
Thomas Anshutz 1900

Thomas Pollock Anshutz (5 de octubre de 1851-16 de junio de 1912) fue un pintor y profesor estadounidense. Conocido por sus retratos y escenas de género, Anshutz fue cofundador de The Darby School. Fue uno de los alumnos más destacados de Thomas Eakins y le sucedió como director de las clases de dibujo y pintura en la Academia de Bellas Artes de Pensilvania.

## Vida personal y formación.
Thomas Anshutz nació en Newport, Kentucky en 1851. Creció en Newport y Wheeling, Virginia Occidental. Su primera instrucción artística tuvo lugar en la Academia Nacional de Diseño a principios de la década de 1870, donde estudió con Lemuel Wilmarth. En 1875, se trasladó a Filadelfia y estudió con Thomas Eakins en el Philadelphia Sketch Club, comenzando una estrecha asociación entre los dos. En 1892, Anshutz se casó con Effie Shriver Russell. Los dos pasaron su luna de miel en París, donde Anshutz asistió a las clases en la Académie Julian. En 1893 regresaron a Filadelfia. Más adelante en su vida se proclamó socialista. Se retiró de la enseñanza en el otoño de 1911 debido a problemas de salud y murió el 16 de junio de 1912.

## Carrera

### Asociación con Eakins yThe Ironworkers' Noontime

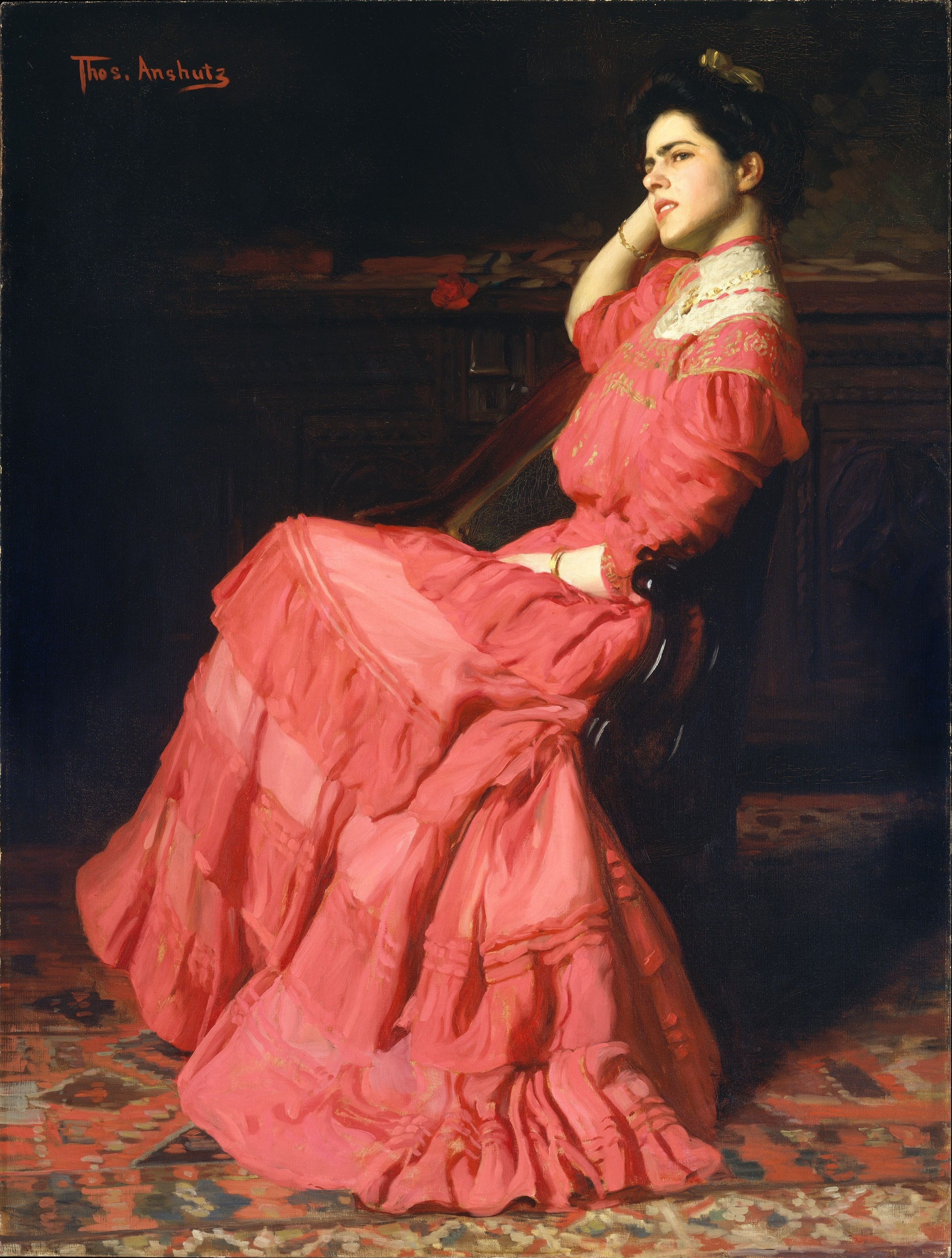
Una rosa, 1907; Museo Metropolitano de Arte.

Eakins comenzó a enseñar en la Academia de Bellas Artes de Pensilvania en 1876, el mismo año en que Anshutz se matriculó como alumno. Eakins era el principal demostrador de anatomía y Christian Schussele era el profesor de dibujo y pintura. En 1878, Anshutz se convirtió en asistente de Eakins y finalmente le sucedió como demostrador principal cuando Eakins fue ascendido a profesor de dibujo y pintura. En 1880, cuando todavía era alumno, Anshutz completó su primera obra importante, El mediodía de los herreros (The Ironworkers' Noontime).
El mediodía de los herreros, la pintura más conocida de Anshutz, representa a unos veinte trabajadores en su descanso en el patio de una fundición. Pintado cerca de Wheeling, West Virginia, está concebido en un estilo naturalista similar al de Eakins, aunque Eakins nunca pintó temas industriales. La obra se exhibió en el Philadelphia Sketch Club en 1881 y los críticos de arte la compararon con las obras de Eakins. El historiador de arte Randall C. Griffin ha escrito sobre ella: "Una de las primeras pinturas estadounidenses que representa la desolación de la vida en la fábrica, The Ironworkers' Noontime parece ser una clara acusación a la industrialización. Su franqueza brutal asombró a los críticos, que la vieron como una confrontación inesperada, una escalofriante instantánea industrial no menos pintoresca o sublime". Ahora está en la colección de los Museos de Bellas Artes de San Francisco.
Alrededor de 1880, Eakins se involucró en la fotografía, incorporándola a sus clases y usándola como herramienta para sus obras de arte. Anshutz y otros alumnos de la Academia comenzaron a hacer uso de la cámara, fotografiando modelos y haciendo impresiones para estudiar. Anshutz participó en The Naked Series de Eakins, fotografiando modelos desnudos en siete poses de pie predefinidas. Hizo de modelo para el propio Eakins, junto con colegas como J. Laurie Wallace y Covington Few Seiss, quienes posaban desnudos al aire libre, a menudo luchando, nadando y boxeando. Eadweard Muybridge finalmente se dirigió a Filadelfia y Anshutz y Eakins le ayudaron a construir su zoopraxiscopio.

### Incidente del desnudo
Eakins se vio obligado a renunciar a la Academia por un escándalo de 1886 que se desató por el uso de un modelo masculino completamente desnudo en una clase de mujeres o mixta de hombres y mujeres. Anshutz no defendió a su mentor; firmó conjuntamente una carta al Philadelphia Sketch Club: " Por la presente acusamos al Sr. Thom s Eakins de conducta indigna de un caballero y desacreditable para esta organización y solicitamos su expulsión del club". 

### Madurez
Después del incidente Anshutz fue ascendido al puesto de Eakins en la Academia. Viajaría brevemente a Europa, centrándose principalmente en su enseñanza en Filadelfia. Numerosos artistas estudiaron con Anshutz, incluidos Elizabeth Sparhawk-Jones, George Luks, Charles Demuth, John Sloan, Charles Sheeler, Everett Shinn, John Marin, William Glackens, Robert Henri y Margaret Taylor Fox. Como maestro, Anshutz, según el historiador de arte Sanford Schwartz, "era conocido tanto por su accesibilidad como por su sarcasmo, que aparentemente no era de la variedad fulminante".
La familia Anshutz solía pasar sus vacaciones en Holly Beach, Nueva Jersey, que sirvió como lugar creativo para el pintor. Allí experimentó con la acuarela, la paleta de colores vivos y las composiciones sencillas. También fotografió el entorno natural, utilizando las imágenes como estudios para sus pinturas, específicamente utilizó Holly Beach y viajes por los ríos Delaware y Maurice. Aunque Anshutz experimentó persistentemente con la pintura de paisajes, fue más conocido por sus retratos, que le valieron numerosos premios en las décadas de 1890 y 1900. En 1898, él y Hugh Breckenridge cofundaron la Escuela Darby, una escuela de verano en las afueras de Filadelfia que enfatizaba la pintura al aire libre. En Darby, Anshutz creó sus obras más abstractas, una serie de brillantes pinturas de paisajes al óleo que nunca se expusieron. Continuó participando en la Darby School hasta 1910. Fue elegido miembro asociado de la Academia Nacional de Diseño en 1910. También actuó como presidente del Philadelphia Sketch Club.

## Legado
En 1971, Robert y Joy McCarty, que vivían en la casa que antes había pertenecido a la familia Anshutz en Fort Washington, Pensilvania, donaron una parte de las cartas, los negativos de vidrio y las fotografías a Archives of American Art. Una segunda donación de la familia Anshutz tuvo lugar en 1971 y 1972. Los materiales fueron microfilmados y devueltos a la familia.

## Colecciones notables
- Boys with a Boat, río Ohio, cerca de Wheeling, West Virginia, 1880; Museo Smithsoniano de Arte Americano[10]
- Sala de disección, ca. 1879; Academia de Bellas Artes de Pensilvania[11]
- Dos niños en un barco, 1895; Museo de Arte Carnegie[12]

## Galería

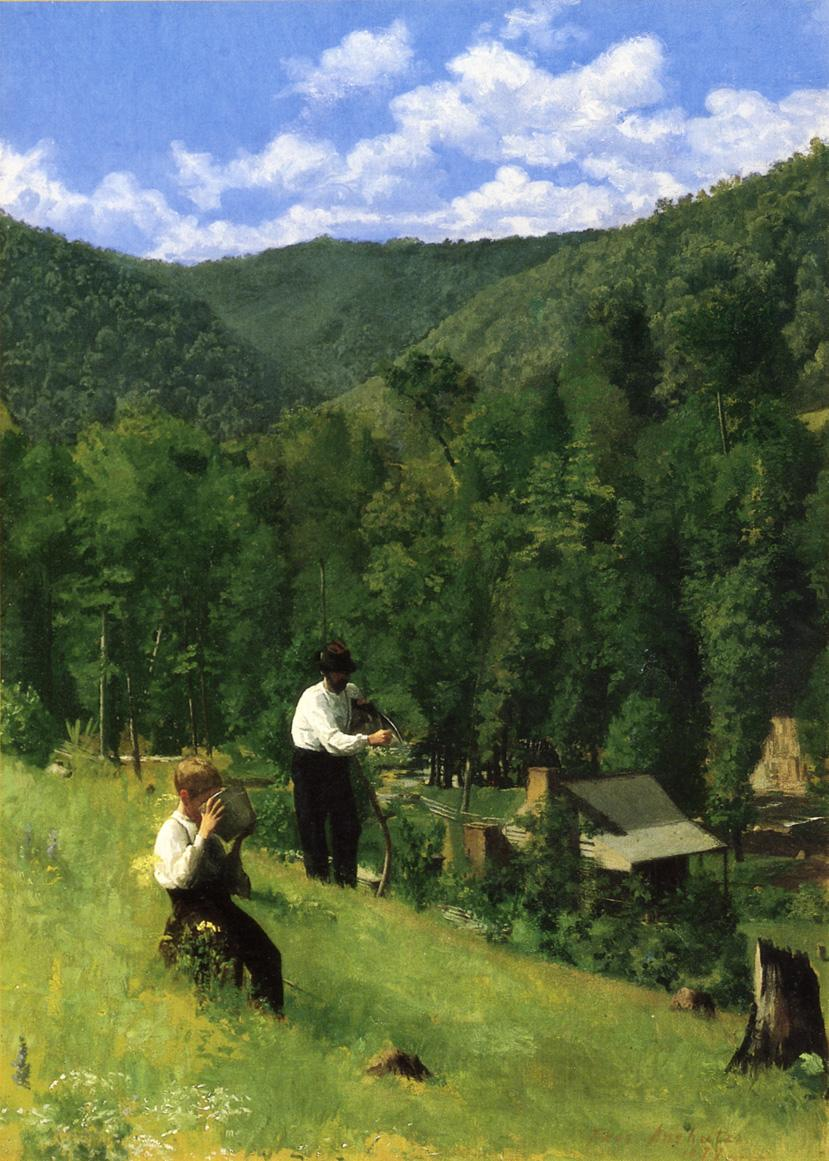
El granjero y su hijo en la cosecha, 1879.
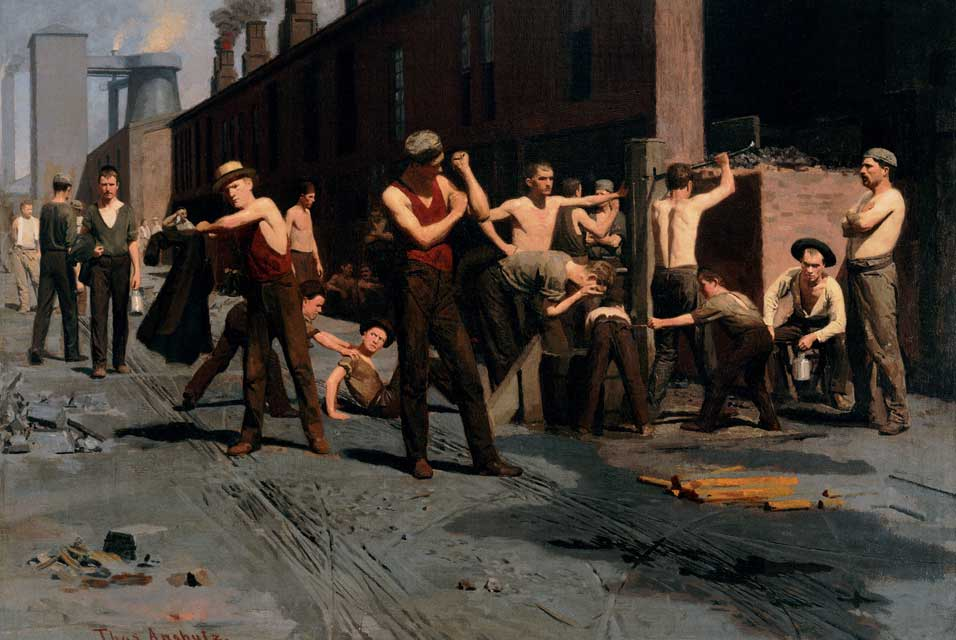
El mediodía de los herreros, 1880, Museo de Bellas Artes de San Francisco .
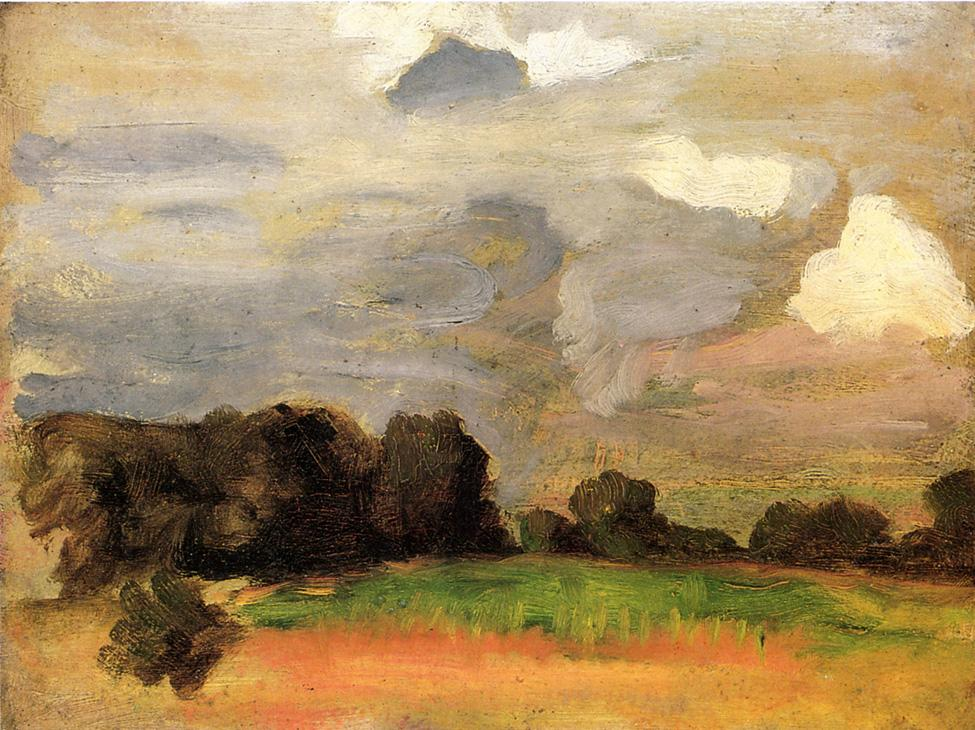
Paisaje con cielo gris
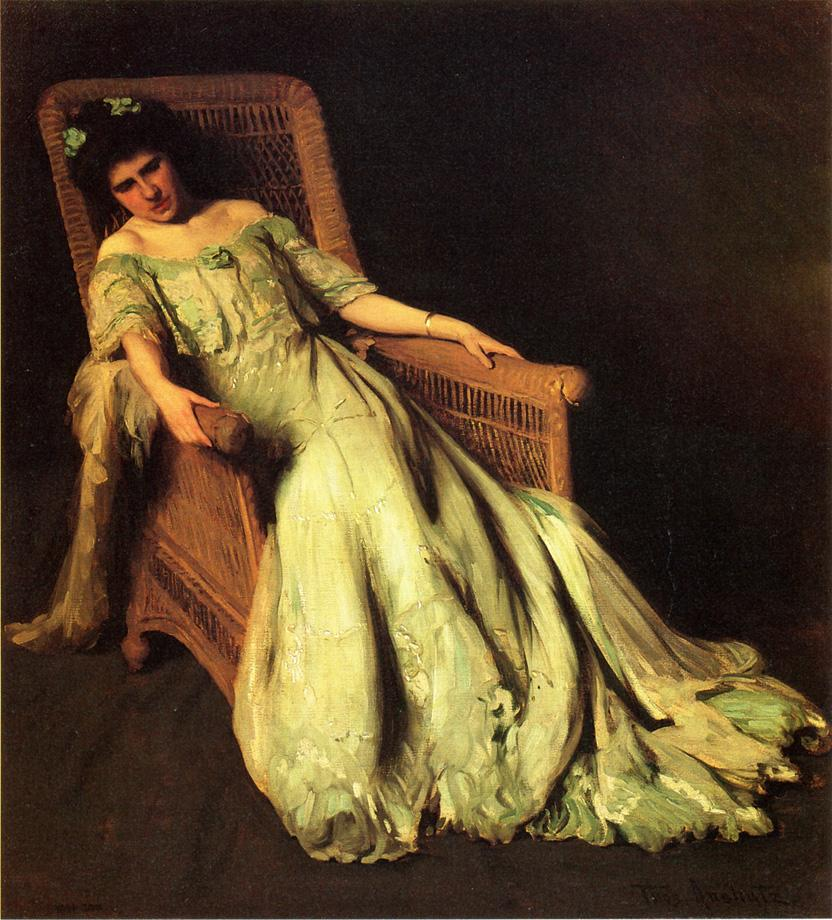
Figura, 1909.
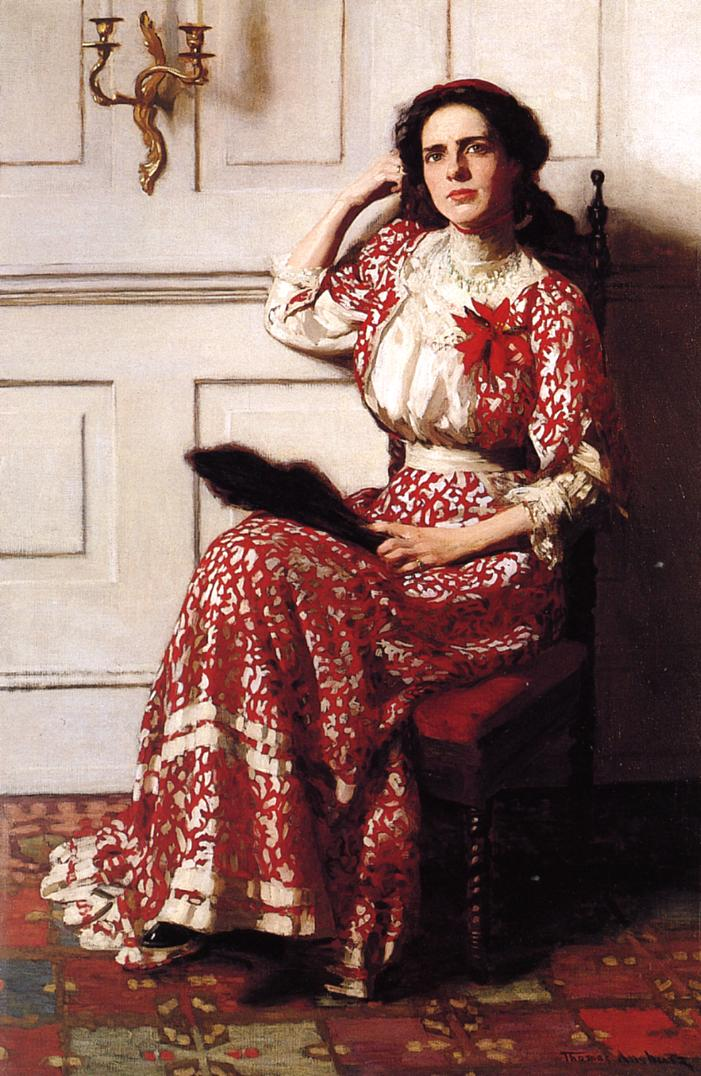
Retrato de Rebecca H. Whelan, c. 1910.
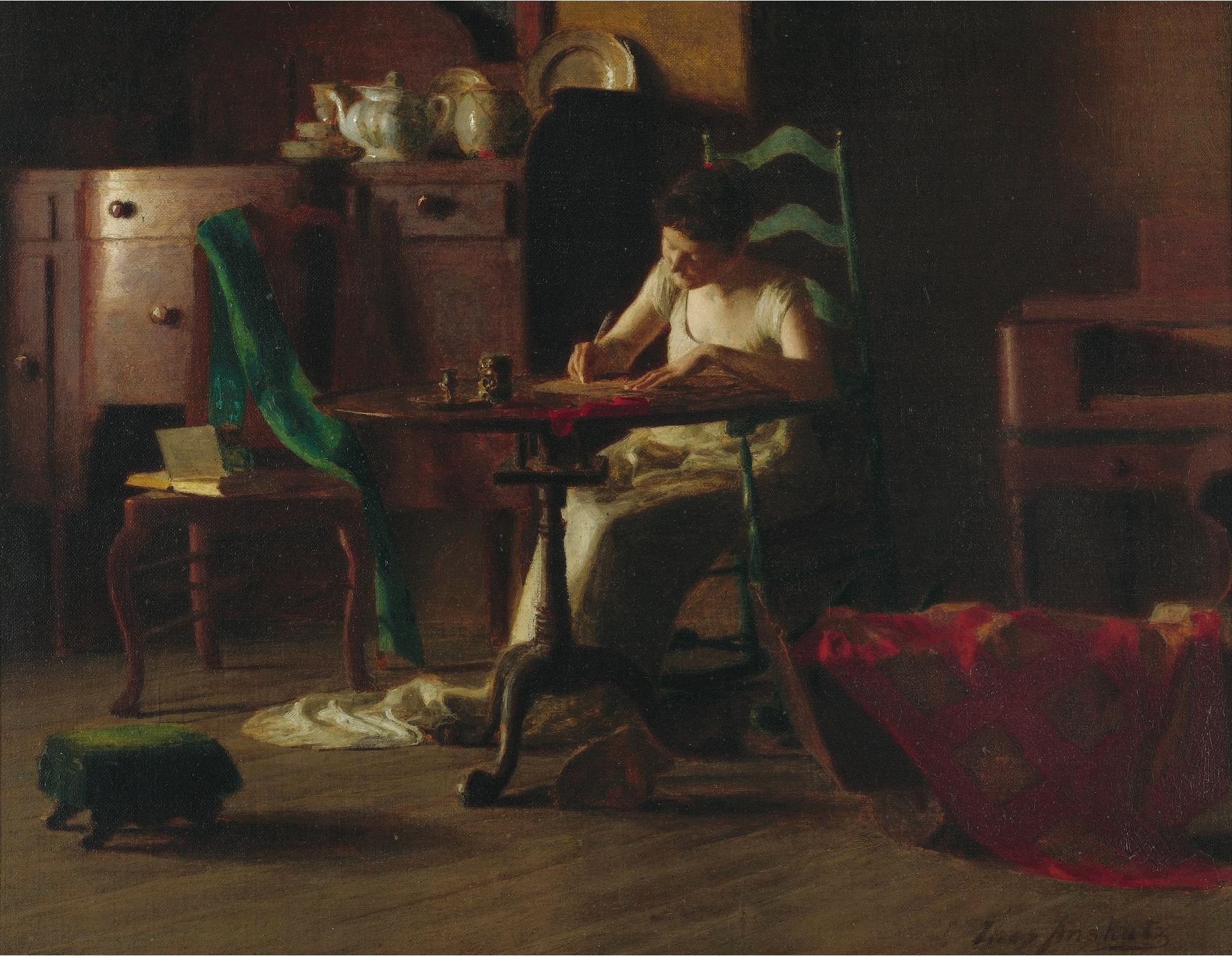
Mujer escribiendo sobre una mesa, c. 1905.
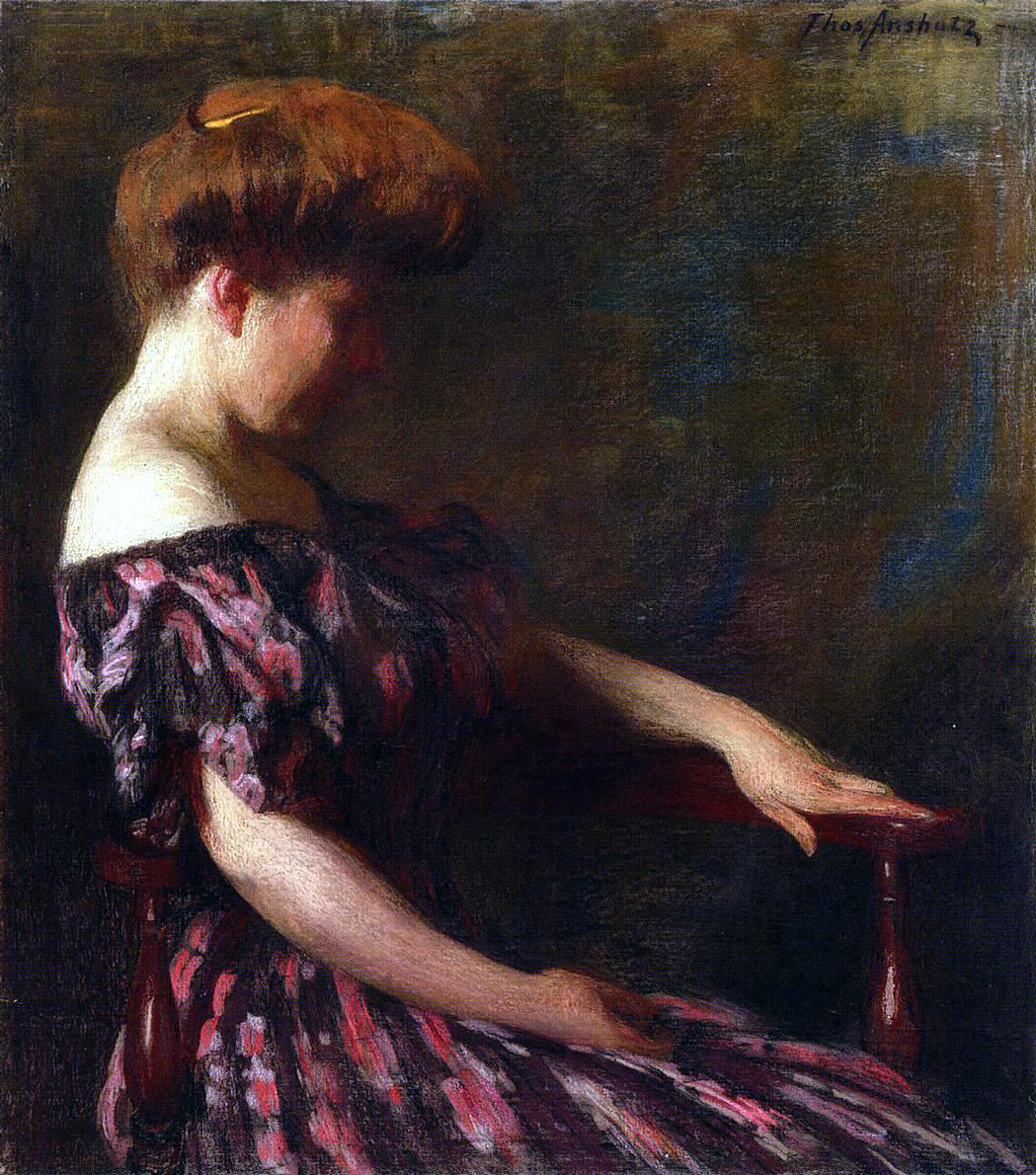
El vestido floreado.
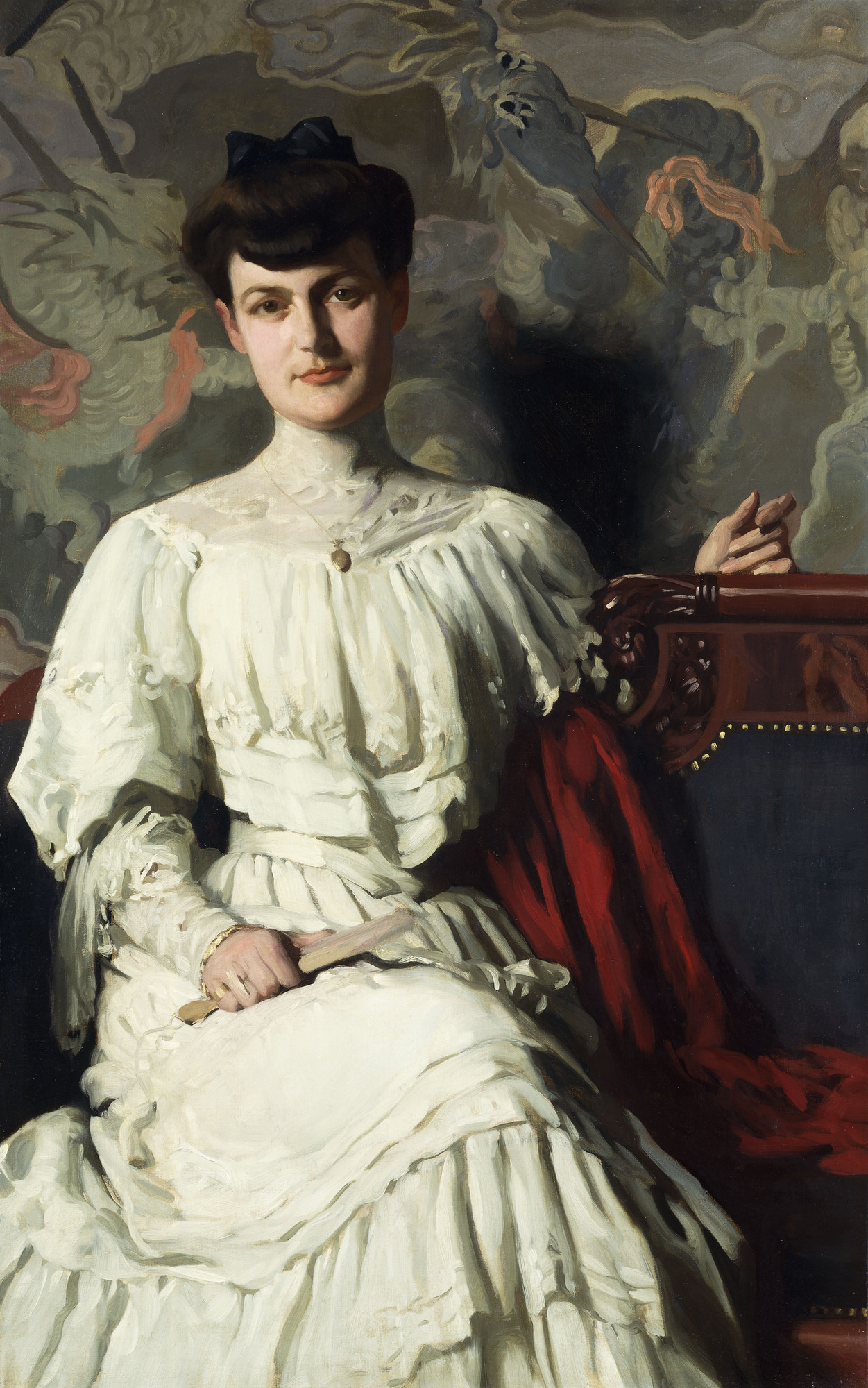
Retrato de Marthe Hientz